# Kunihiko Saitō
Kunihiko Saitō (en japonés: 斎藤 邦彦; 2 de febrero de 1935 - 4 de julio de 2022) fue un político japonés que se desempeñó como embajador en los Estados Unidos.

## Carrera diplomática
Fue embajador en los Estados Unidos desde 1995 hasta 1999.
Se desempeñó como director de la Agencia Japonesa de Cooperación Internacional hasta agosto de 2001, siendo reemplazado por Takao Kawakami. Fue destituido de su puesto de trabajo debido a un escándalo que involucró a burócratas del ministerio, junto con el viceministro Yutaka Kawashima, embajador Shunji Yanai, y embajador Sadayuki Hayashi.